# زمین‌لرزه فوریه ۲۰۱۸ تایوان
زمین‌لرزه فوریه ۲۰۱۸ تایوان، به بزرگی ۶٫۴ در مقیاس ریشتر در ساعت ۲۳:۵۰ سه‌شنبه ۶ فوریه به وقت محلی، در حدود ۲۰ کیلومتری ساحل شرقی این جزیره رخ داد. این زمین‌لرزه شهر هوالین تایوان را لرزاند و باعث فروریختن ساختمان‌ها شده‌است. مقام‌های تایوان تاکنون کشته شدن ۱۲ نفر و مجروح شدن ۲۷۰ نفر و مفقود شدن ۵ نفر را تأیید کرده‌اند. بر اساس گزارش‌ها شماری از قربانیان زیر آوار یک ساختمان گرفتار شده‌اند.روز یکشنبه ۵ فوریه نیز زمین‌لرزه‌ای به قدرت ۶٫۱ در مقیاس ریشتر در نزدیکی مرکز این زلزله روی داده بود.

## موقعیت
سازمان زمین‌شناسی آمریکا مرکز این زمین‌لرزه را در ۲۱ کیلومتری شمال شرقی هوالین در ساحل شرقی تایوان اعلام کرد.
مرکز زمین‌لرزه در عمق ۹٫۵ کیلومتری گزارش شده‌است. هوالین یک شهر توریستی است و حدود ۱۰۰ هزار سکنه دارد. این زمین‌لرزه در تایپه، پایتخت تایوان، که ۱۶۰ کیلومتر از محل دورتر است احساس شده‌است.

## خسارات و ضایعات
مقام‌های تایوان کشته شدن دست‌کم ۱۲ نفر و مجروح شدن ۲۷۰ نفر و مفقود شدن ۵ نفر را تأیید کرده‌اند. ده‌ها نفر نیز در زیر برج‌های فروریخته گرفتار هستند.
به گزارش خبرگزاری رسمی تایوان ساختمان «مارشال هتل» در هوالین فرو ریخته و شماری از قربانیان در آن گرفتار شده‌اند.
به گزارش رسانه‌های محلی:
- چندین ساختمان بلند دچار آسیب جدی شده‌اند.
- یک هتل با نام «بیوتیفول لایف هتل» آسیب دیده و ساختمان آن کج شده‌است.
- آسیب جدی به راه‌ها وارد آمده‌است.
- یک بیمارستان به شدت آسیب دیده‌است.
- آب حدود ۴۰ هزار خانه قطع شده‌است.
- اتوبان‌ها و پل‌ها بسته شده‌اند.
- براساس تصاویر منتشر شده آسیب جدی به برج‌ها وارد آمده‌است.[۳][۵]

## امداد رسانی و واکنش‌ها
- گروه‌های نجات تایوان عملیات امدادرسانی را با وجود تاریکی شب ادامه دادند.[۵]
- به گفته سخنگوی ارتش تایوان: «یگان‌هایی از سربازان برای کمک به آتش‌نشان‌ها و امدادگران به مناطق آسیب‌دیده اعزام شده‌اند.»[۳]
- تاکنون حدود ۱۵۰ نفر توسط امدادگران از هتل‌ها و ساختمان‌های مسکونی و هتل‌ها نجات یافتند.[۵]
- دفتر ریاست جمهوری تایوان اعلام کرد «تمامی اعضای کابینه به جلسه اضطراری فراخوانده شده‌اند.»[۳]

## پیش لرزه‌ها

لرزه‌های ثبت‌شدهٔ این زمین‌لرزه تاکنون و بزرگی آن‌ها

از روز شنبه ۵ فوریه پیش لرزه‌های این زلزله آغاز شده بود.

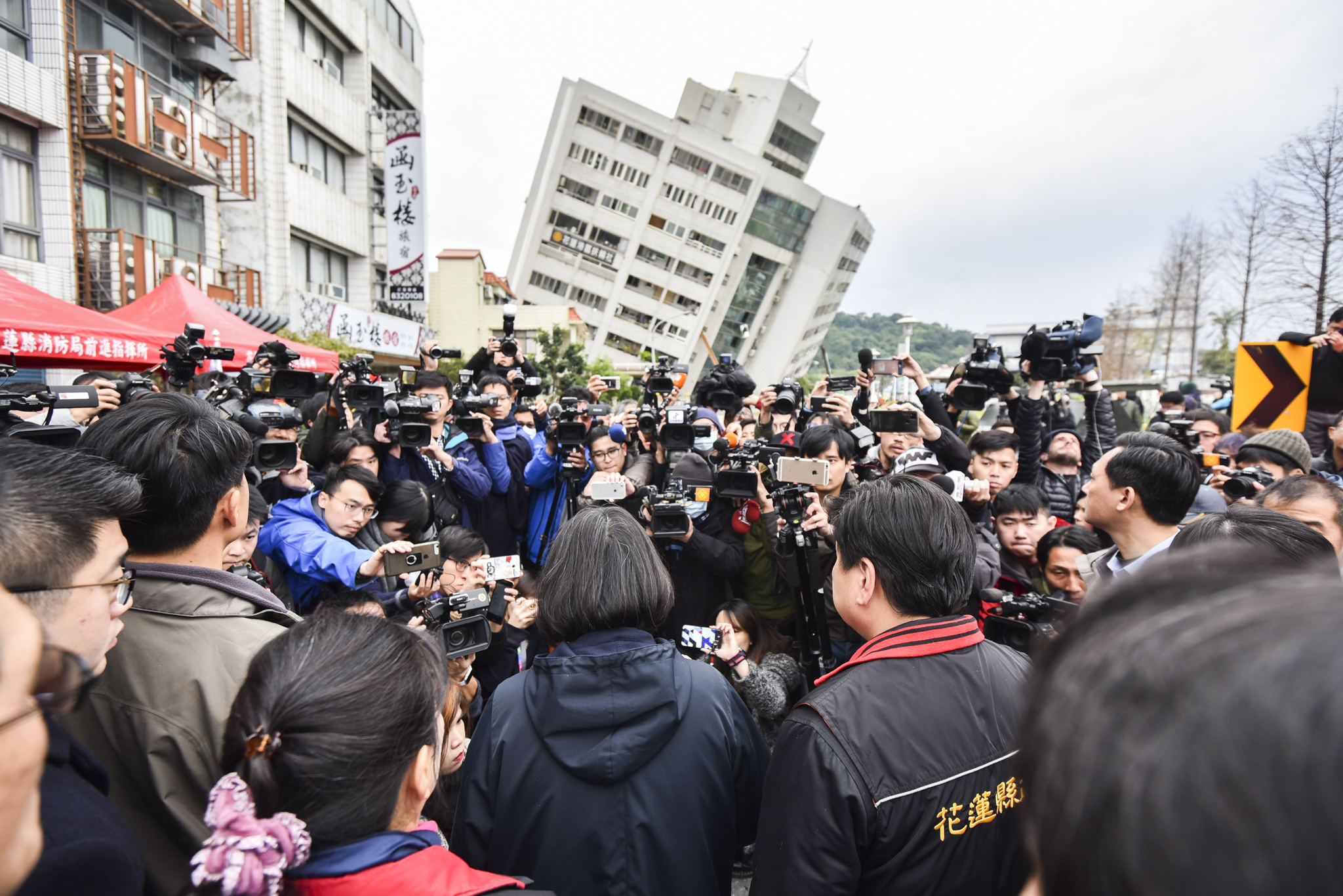
رئیس‌جمهوری تایوان یک ساختمان تخریب شده در شهر هوالین را بررسی می‌کند

## پیشینه
تایوان زلزله‌خیز محسوب می‌شود و در تقاطع دو سنگ‌کُره واقع شده‌است. این ناحیه موسوم به «حلقه آتش اقیانوس آرام» مرکز بسیاری از زلزله‌ها، از آلاسکا تا جنوب شرقی آسیا است.
- در سال ۱۹۹۹ زلزله‌ای به بزرگی ۷٫۶ در مقیاس ریشتر در تایوان رخ داد که طی آن حدود ۲۳۰۰ نفر در مناطق مرکزی این کشور جان باختند.
- در فوریه ۲۰۱۶ نیز یک زلزله قوی در شهر تاینان در جنوب تایوان باعث فروریختن چندین ساختمان بلندمرتبه شد و در آن زلزله ۱۱۷ نفر جان باختند.[۷]